# Universitatea Lancaster din Leipzig
Universitatea Lancaster din Leipzig este o ramură a Universității din Lancaster. Înființată în 2020, este prima universitate publică din Marea Britanie cu un campus în Germania.
Cursurile oferite de universitate includ diplome de licență în domeniul Management, Calculatoare și Tehnologia Informației, un master în Logistică și Management și programe internaționale de pregătire universitară.
Studenții care absolvesc în Leipzig își primesc diploma de la Universitatea Lancaster din Regatul Unit.

## Istorie
Universitatea Lancaster a decis să-și stabilească noul campus în Leipzig, după ce a evaluat numeroase orașe europene, parțial din cauza creșterii economice mari, a populației sporite de studenți și a atracțiilor turistice. Acesta a devenit al patrulea campus de peste mări pentru universitatea britanică, care avea deja instituții în China, Ghana și Malaysia.
Primii studenți s-au înscris în ianuarie 2020, chiar înainte de pandemia de COVID-19. Universitatea a trebuit să treacă rapid la un mod hibrid care durează și până astăzi, permițând studenților să se înscrie online dacă vizele nu sunt aprobate până la începerea cursului.

## Campus
Noul campus este situat în Strohsackpassage, în centrul orașului Leipzig. Birourile au fost renovate cu scopul de a oferi o educație modernă și prietenoasă cu mediul hibrid.

## Educație
Cursuri de limbă: Toate cursurile sunt predate în limba engleză. Cu toate acestea, cursuri de germană (nivel A1) sunt oferite gratuit studenților care nu vorbesc germană.
Programe de pregătire universitară : Concepute pentru studenții care nu îndeplinesc cerințele de intrare directă la programele de Licență.
- Foundation in Business
- Foundation in Computer Science

Diplome de licență:
- BSc (Hons) Accounting and Finance
- BSc (Hons) Business Management
- BSc (Hons) Computer Science
- BSc (Hons) Software Engineering

Diplome postuniversitare:
- Pre-Masters in Business
- Pre-Masters Computer Science
- MSc in Logistics and Supply Chain Management
- MSc Management
- MSc Data Science
- MSc Cyber Security

Universitatea Lancaster din Leipzig percepe taxe de școlarizare care sunt în general mai mici decât taxele internaționale pentru aceleași diplome livrate în campusul din Marea Britanie. Instituția este parteneră cu Chancen eG, o organizație care oferă finanțare pentru taxele de școlarizare prin intermediul unui acord de împărțire a veniturilor.